# Gojushiho
 (juillet 2016).
Si vous disposez d'ouvrages ou d'articles de référence ou si vous connaissez des sites web de qualité traitant du thème abordé ici, merci de compléter l'article en donnant les références utiles à sa vérifiabilité et en les liant à la section « Notes et références ».
Gojushiho (54 pas) est un kata pratiqué dans le karaté. 

## Explication
Dans certains styles de karaté, il y a deux versions de ce kata : Gojushiho Dai et Gojushiho Sho. L'avantage d'avoir deux versions du kata est une meilleure maîtrise des techniques composant le kata sans faire de confusion vu des ressemblances et des différences de séquences établies. 
L'embusen de chacune des versions reste très proche. Gojushiho Sho commence d'entrée avec un éventail de techniques avancées, qui est recommandé d'étudier. Gojushiho Dai fait plus usage de techniques mains ouvertes et d'attaques à la clavicule.
Gojushiho Sho et Gojushiho Dai sont deux versions en Shotokan de la même version Shorin-ryu du kata Useishi. À l'origine, les noms ont été inversés de manière à échanger les rôles  de Dai et Sho, ce qui donnerait plutôt Sai et Do. Les katas deviennent alors Gojushiho Sai et Gojushiho Do. L'un est exécuté au sai, et l'autre est exécuté en prolongement à la voie. Elle relate alors le conflit originel entre les deux plus puissants combattants sous l'autorité du Shogun. Cette inversion remonte entre les années 60 et 70 où un instructeur JKA avait annoncé Gojushiho Dai avant d'avoir exécuté Gojushiho Shoau championnat de karaté Tout Japon. En raison de son haut-rang, personne n'osa lui poser la question à propos de cette conséquence à ce que toutes les écoles de karaté Shotokan descendant de la JKA veuillent inverser les noms.
Au sein de la SKIF (Fédération internationale de karate-do shotokan) d'Hirokazu Kanazawa, les noms Dai et Sho ont été préservés dans leur appellation d'origine en sachant que Dai signifie grand et que Sho signifie petit.
C'est également la raison pour laquelle maître Kanazawa est un plus haut-grade parmi les instructeurs et qu'il refuse de changer les noms d'origine.[réf. nécessaire] Le kata est également pratiqué en Tang Soo Do et il s'appelle O Sip Sa Bo en coréen. En raison de la difficulté du kata, il est en général réservé aux étudiants d'un niveau avancé, en vue de l'obtention du 5e dan, voire pour les ceintures noires 6e dan ou supérieures.[réf. nécessaire]